# Рикардо Родригес (футболист)
Рикардо Родригес е швейцарски професионален футболист, който играе като ляв бек за Реал Бетис.
Родригес започва професионалната си кариера в местния клуб Цюрих през 2010 г. Продаден на Волфсбург през януари 2012 г. за 7,5 милиона евро.
Той е част от швейцарския отбор на Мондиал 2014 и по-късно същата година е избран за швейцарския футболист на годината.